# Martin Grüning (Ingenieur)

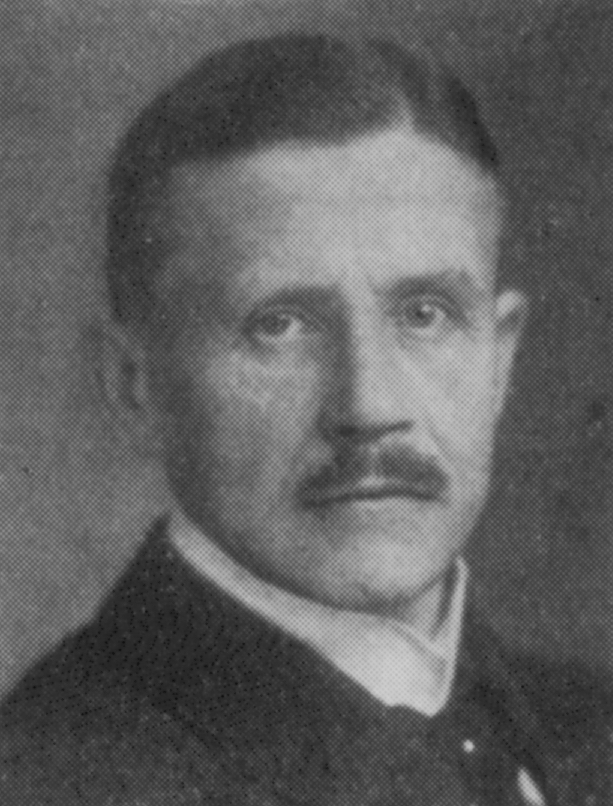
Martin Grüning

Bernhard Martin Grüning (* 10. Dezember 1869 in Schönstedt; † 30. Juni 1932 in Hannover) war ein deutscher Bauingenieur und Professor für Stahlbau. 

## Leben
Grüning war ab 1896 bei der Berliner Ministerial-, Militär- und Baukommission und ab 1899 Regierungsbaumeister. 1900 ging er ans Meliorationsbauaumt nach Oppeln, im Jahr darauf wechselte er ans Meliorationsbauamt nach Wiesbaden, ab 1904 war er selbstständiger Ingenieur in Wiesbaden, Düsseldorf und Köln. Im Ersten Weltkrieg arbeitete er beim Gouvernement Köln und bei der Kaiserlichen Werft Wilhelmshaven. Im April 1918 wurde er Hilfsarbeiter im Reichsmarineamt. Er wurde 1918 Professor für Statik des Eisenbaus an der Technischen Hochschule Hannover und 1923 Professor für Baustatik an der TH Wien.
1929 wurde er Ehrendoktor der TH Darmstadt.

## Privates und Familie
Martin Grüning war der älteste Sohn von Benno Grüning, Pfarrer in Klettstedt und Schwerstedt, und seiner Frau Helene Eyle. Sein jüngerer aus der Ehe mit Emilie von Schütz von Moßbach stammender Sohn Günther Grüning (* 26. November 1904) wurde später Professor für Statik an der Technischen Universität Dresden.

## Schriften
- Theorie der Baukonstruktionen. I: Allgemeine Theorie des Fachwerks und der vollwandigen Systeme. In: Enzyklopädie der mathematischen Wissenschaften, 1914
- Der Eisenbau, Handbibliothek für Bauingenieure. Springer Verlag, 1929
- Die Statik des ebenen Tragwerkes. Springer Verlag, 1925, 1929
- Die Tragfähigkeit statisch unbestimmter Tragwerke aus Stahl bei beliebig häufig wiederholter Belastung. Springer Verlag, 1926